# East Whiteland
East Whiteland è un comune (township) degli Stati Uniti d'America, nella Contea di Chester, Pennsylvania.